# معركة ديرهاخيوم
دارت معركة ديرهاخيوم (حاليًا قرب مدينة دوريس في ألبانيا) يوم 18 أكتوبر 1081 بين الإمبراطورية البيزنطية بقيادة الإمبراطور ألكسيوس الأول كومنين (حكم 1081-1118) والنورمان من جنوب إيطاليا تحت إمرة روبرت جيسكارد دوق كالابريا وبوليا. دارت المعركة خارج مدينة ديرهاخيوم (المعروفة أيضًا باسم دوراتسو) عاصمة إيليريا البيزنطية وانتهت بانتصار نورمان.